# Asphodelaceae
Famille
Sous-familles de rang inférieur
- Asphodeloideae
- Hemerocallidoideae
- Xanthorrhoeoideae

Les Asphodelaceae sont une famille de plantes monocotylédones. La circonscription est discutée : elle comprend environ 800 espèces réparties en une quinzaine environ de genres.
Ce sont des plantes herbacées, des arbustes ou des formes arborescentes, pérennes, parfois succulentes. C'est une famille largement répandue, bien représentée en Afrique australe.
Les plantes les plus connues dans cette famille sont les aloès (genre Aloe). En France on peut citer dans cette famille l'asphodèle blanc (Asphodelus albus) que l'on rencontre sur les landes et coteaux du Sud-Est.

## Étymologie
Le nom vient du genre Asphodelus, dont l'étymologie serait, selon J. M. Verpoorten, inexplicable en grec. Le nom άσφοδελός / ásfodelós, qui est un adjectif oxyton substantivé en paroxyton selon une règle grammaticale d'alternance des accents typiques des langues indo-européennes, laisse supposer une origine égéenne, c'est-à-dire dans une langue non indo-européenne dont l'écriture serait celle de la Crète ancienne, ce que les linguistes ont appelé le linéaire A.
Théis, lui, y voyait un dérivé composé de α, « a privatif », et σφαλλω, sphalo « je supplante », en référence littéralement à une fleur qu'on ne peut remplacer, qui n'a pas sa pareil.
Quant au mot Asphodèle, il serait un doublet savant issu de l'ancien français affodil, lui-même issu du bas latin affodilus et passé par l'anglo-normand dans l'anglais moderne sous la forme daffodil, c'est-à-dire fleur d'affodil. 
Cependant les noms vernaculaires « fleurs d'asphodèle » ou « pauvres filles de Sainte Claire », ne désignent pas l'asphodèle mais le narcisse.

## Classification

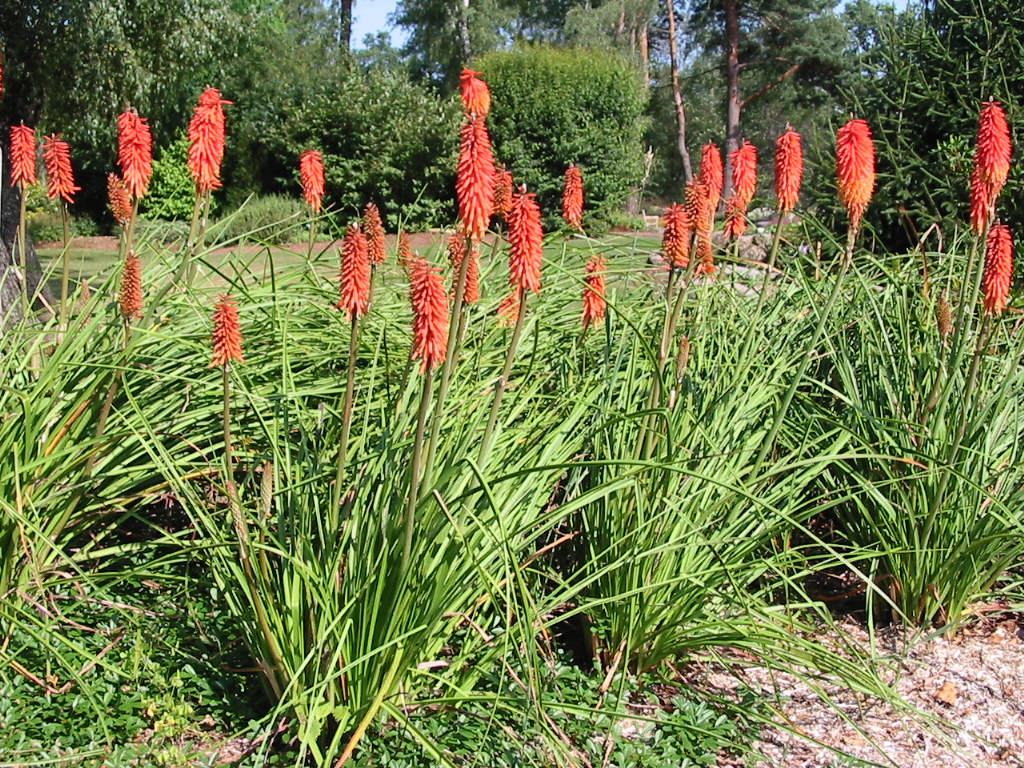
Kniphofia des Jardins de Callunes

En classification classique de Cronquist (1981), cette famille n'existe pas, ces plantes sont incluses dans les Liliacées. Le genre Aloe y est assigné à la famille Aloaceae.
La classification phylogénétique APG (1998) en a d'abord fait une famille appartenant à l'ordre des Asparagales.
En classification phylogénétique APG II (2003), cette famille est optionnelle, ses plantes peuvent être incluses dans la famille des Xanthorrhoeaceae.
En classification phylogénétique APG III (2009), cette famille est invalide et ses genres sont incorporés dans la famille des Xanthorrhoeaceae, sous-famille des Asphodeloideae.
En classification phylogénétique APG IV (2016), la famille des Asphodelaceae se substitue à la famille des Xanthorrhoeaceae.

## Liste de genres
Selon GRIN (2 octobre 2016) (Attention liste brute contenant possiblement des synonymes) :
- Aloe
- Asphodeline
- Asphodelus
- Astroloba (en)
- Bulbine
- Bulbinella (en)
- Dianella
- Eccremis (en)
- Eremurus
- Gasteraloe (en)
- Gasteria
- Geitonoplesium (en)
- Haworthia
- Hemerocallis
- Kniphofia
- Lomatophyllum (en)
- Pasithea caerulea (en)
- Phormium
- Rhuacophila (en)
- Simethis (en)
- Trachyandra (en)
- Tricoryne
- Xanthorrhoea

Selon Tropicos (2 octobre 2016) (Attention liste brute contenant possiblement des synonymes) :
- Agriodendron Haw. ex Endl.
- Agrostocrinum F. Muell.
- Allobrogia Tratt.
- Aloe L.
- Aloella G.D. Rowley
- Aloiampelos Klopper & Gideon F. Sm.
- Aloidendron (A. Berger) Klopper & Gideon F. Sm.
- Apicra Willd.
- Arnocrinum (en) Endl. ex Lehm.
- Asphodeline Rchb.
- Asphodelus L.
- Astroloba Uitew.
- Bulbine Wolf
- Bulbinella Kunth
- Bulbinopsis Borzí
- Busipho Salisb.
- Caesia R. Br.
- Chamaealoe A. Berger
- Chortolirion (en) A. Berger
- Corynotheca F. Muell. ex Benth.
- Dianella Lam. ex Juss.
- Eccremis Willd. ex Baker
- Eremurus M. Bieb.
- Gasteraloe Guillaumin
- Gasteria Duval
- Geitonoplesium R. Br. ex Hook.
- Glyphosperma S. Watson
- Guillauminia A. Bertrand
- Haworthia Duval
- Hemerocallis L.
- Hensmania (en) W. Fitzg.
- Herpolirion (en) Hook. f.
- Hodgsoniola (en) F. Muell.
- Jodrellia (en) Baijnath
- Johnsonia (en) R. Br.
- Kniphofia Moench
- Kumara Medik.
- Lemeea P.V. Heath
- Leptaloe Stapf
- Liriothamnus Schltr.
- Lomatophyllum Willd.
- Notosceptrum Benth.
- Pachidendron Haw.
- Pasithea caerulea D. Don
- Phormium J.R. Forst. & G. Forst.
- Poellnitzia (en) Uitew.
- Pogonella Salisb.
- Ptyas Salisb.
- Rhipidodendrum Willd.
- Rhuacophila Blume
- Simethis Kunth
- Stawellia (en) F. Muell.
- Stypandra R. Br.
- Styponema Salisb.
- Thelionema (en) R.J.F. Hend.
- Trachyandra Kunth
- Tricoryne R. Br.
- Xanthorrhoea Sm.
- ×Aamaealoe P.V. Heath
- ×Alamaealoe P.V. Heath
- ×Aloella G.D. Rowley
- ×Bleckara P.V. Heath
- ×Gasteraloe Guillaumin
- ×Gasterhaworthia Guillaumin
- ×Gastrolirion Mays & G.D. Rowley
- ×Gastrolirion E. Walther
- ×Poellneria G.D. Rowley